# بنجامين بلوم
بنجامين بلوم (بالإنجليزية: Benjamin Bloom)‏ (21 فبراير 1913-13 سبتمبر 1999) عالم نفس تربوي أمريكي، قام بوضع تصنيف للأهداف التربوية ولنظرية اتقان التعلم